# Mâm ngũ quả

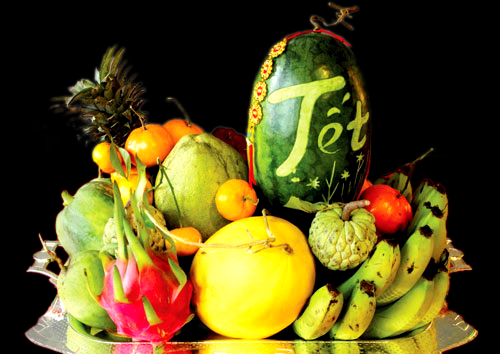
Một mâm ngũ quả ngày Tết kết hợp Nam, Bắc

Mâm ngũ quả là một mâm trái cây có chừng năm thứ trái cây khác nhau thường có trong ngày Tết Nguyên Đán của người Việt. Thông thường là trên bàn thờ tổ tiên hoặc trên bàn tiếp khách. Các loại trái cây bày lên thể hiện nguyện ước của gia chủ qua tên gọi, màu sắc và cách sắp xếp của chúng. Mâm ngũ quả hiện nay đã thay đổi rất nhiều, mang ý nghĩa trang trí cho không gian xuân nhiều hơn là ý nghĩa tâm linh.

### Ngũ

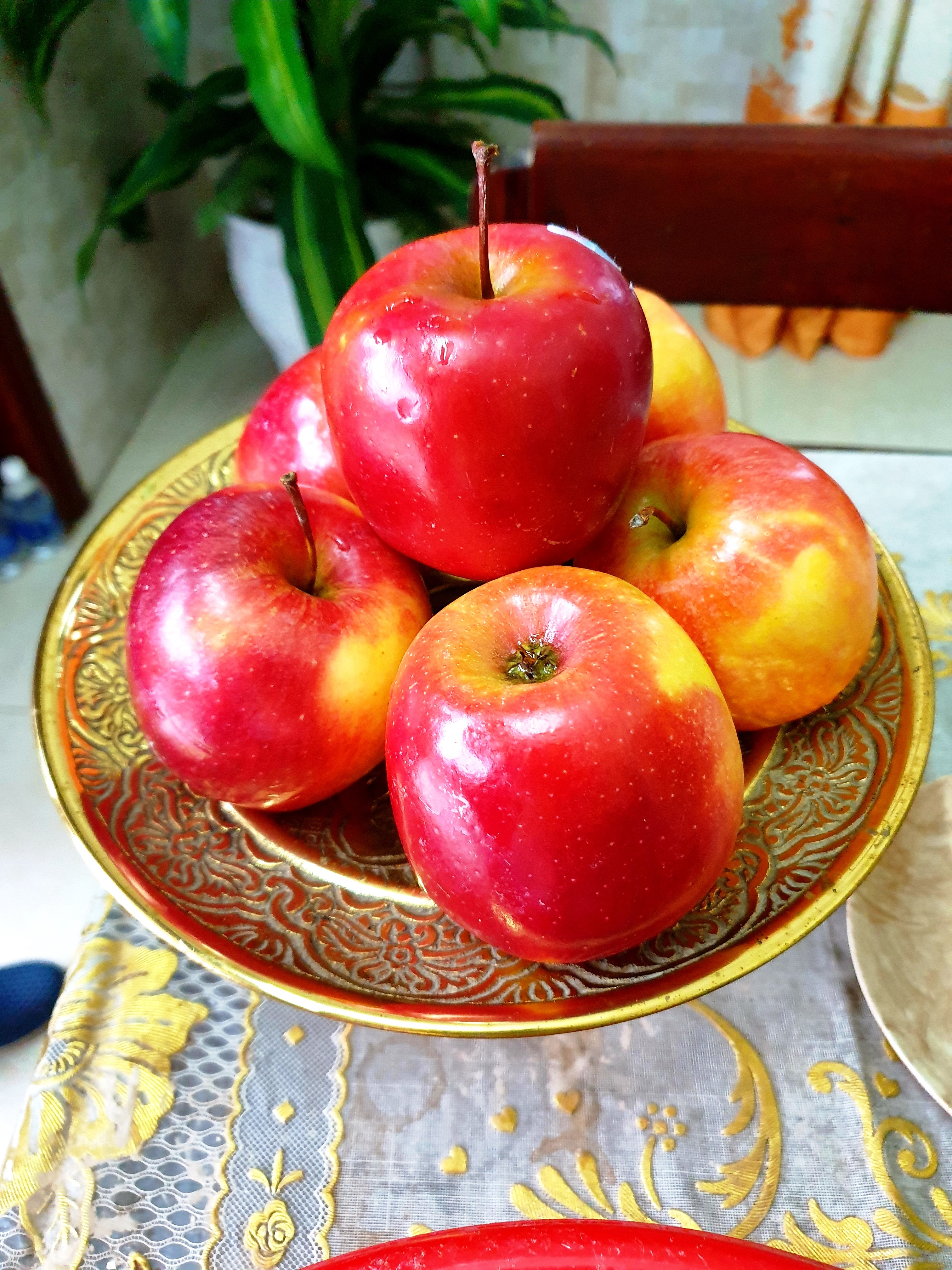
Mâm ngũ quả biến tấu, gồm năm trái cây cùng loại

### Quả

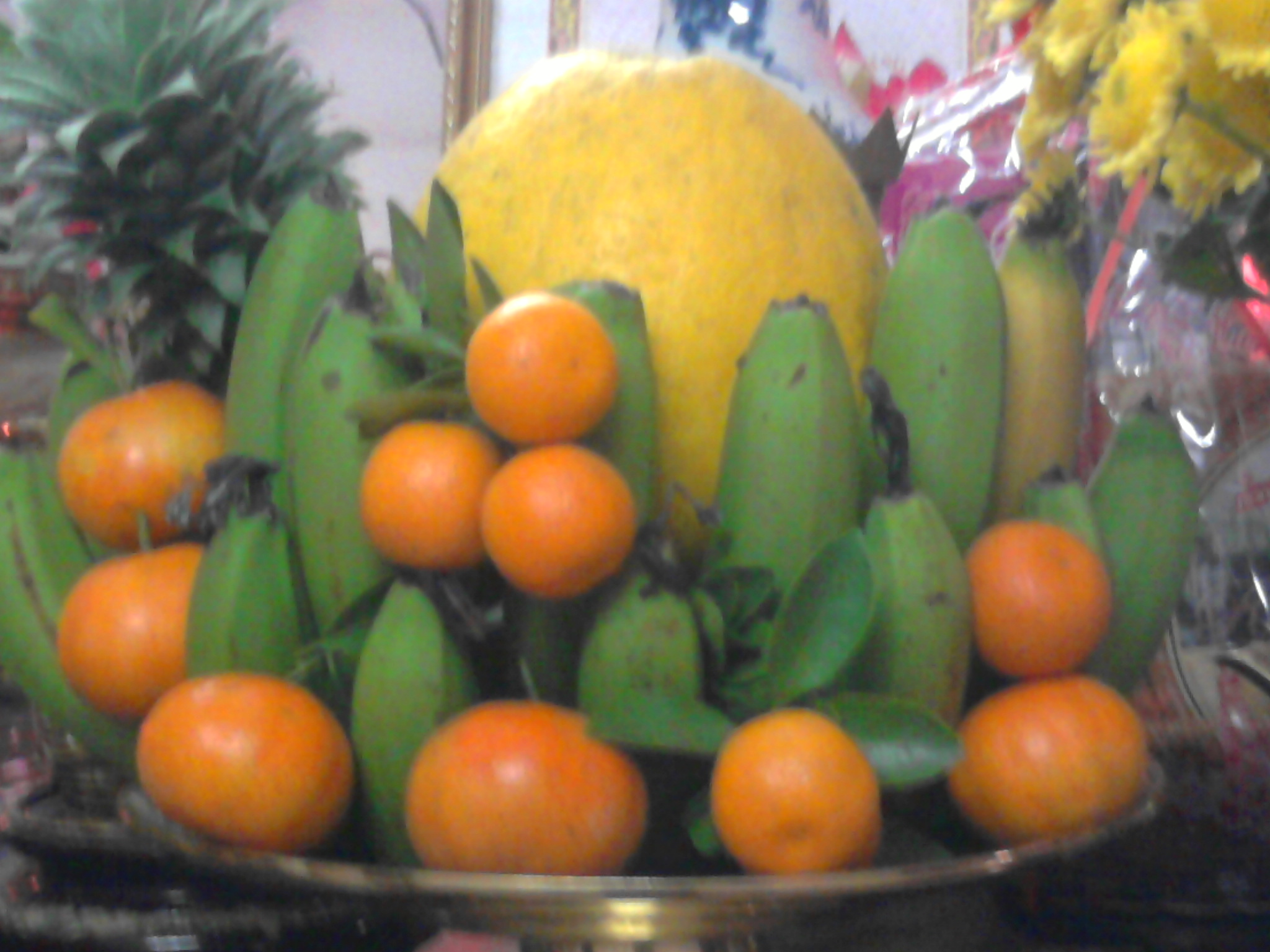
Một mâm Ngũ quả ngày Tết ở miền Bắc Việt Nam, gồm cam, quất, bưởi, chuối và dứa.